# Cissé Mariam Kaïdama Sidibé
Cissé Mariam Kaïdama Sidibé (4 tháng 1 năm 1948 – 6 tháng 11 năm 2021) là một chính trị gia người Mali, từng giữ chức Thủ tướng từ năm 2011 đến 2012. Bà là người phụ nữ đầu tiên trong lịch sử đất nước được bổ nhiệm vào vị trí này. Quyết định bổ nhiệm bà được công bố vào ngày 3 tháng 4 năm 2011 theo nghị định của Tổng thống, thay thế ông Modibo Sidibé. Tuy nhiên, sau cuộc đảo chính ngày 22 tháng 3 năm 2012, bà bị cách chức và được cho là đã bị quân đội giam giữ.

## Tiểu sử và sự nghiệp chính trị
Cissé Mariam Kaïdama Sidibé sinh ra tại thành phố Timbuktu, Mali, vào ngày 4 tháng 1 năm 1948. Tên khai sinh của bà là Sidibé, sau khi kết hôn bà lấy thêm họ chồng là Cissé. Bà theo học tiểu học tại Goundam, sau đó hoàn tất chương trình trung học và nhận bằng tú tài vào năm 1970. Bà tiếp tục theo học tại Trường Hành chính Quốc gia Mali (École nationale d’administration – ENA) ở Bamako, chuyên ngành Quản trị dân sự.
Từ năm 1974 đến 1989, bà công tác tại Bộ Giám sát các doanh nghiệp nhà nước (Ministère de Tutelle des Sociétés et Entreprises d’Etat du Mali), và từ năm 1987 giữ chức trợ lý Bộ trưởng. Trong thời gian này, bà cũng theo học và tham gia các chương trình đào tạo tại nhiều quốc gia ở Tây Phi, cũng như tại Pháp, Canada, Bỉ và Ý.
Sau sự kiện chuyển tiếp sang chế độ dân chủ năm 1991, bà được bổ nhiệm làm Cố vấn đặc biệt cho Tổng thống lâm thời Amadou Toumani Touré. Bà giữ chức Bộ trưởng Bộ Kế hoạch và Hợp tác Quốc tế trong chính phủ chuyển tiếp từ tháng 8 năm 1991 đến tháng 6 năm 1992, và từ tháng 5 đến tháng 6 năm 1992 kiêm nhiệm Bộ trưởng Bộ Nông nghiệp. Giai đoạn 1993–2000, bà đảm nhiệm vai trò Tổng Thư ký điều hành của Ủy ban Liên chính phủ chống Sa mạc hóa khu vực Sahel (CILSS), có trụ sở tại Ouagadougou. Sau đó, vào tháng 8 năm 2001, bà tiếp tục được bổ nhiệm làm Cố vấn đặc biệt của Tổng thống Touré sau khi ông đắc cử nhiệm kỳ chính thức. Từ tháng 3 đến tháng 6 năm 2002, bà giữ chức Bộ trưởng Bộ Phát triển Nông thôn. Năm 2003, bà được bầu làm Chủ tịch Hội đồng quản trị của Tập đoàn thuốc lá quốc gia Mali, SONTAM (Société nationale des tabacs et allumettes du Mali).

## Thủ tướng
Sidibé Cissé và Tổng thống hiện tại được văn phòng báo chí của ông nói là "những người bạn cũ",  mặc dù sự tham gia trực tiếp của bà vào chính trị trong thập kỷ qua là rất nhỏ..
Ngày 30 tháng 3 năm 2011, Tổng thống Amadou Toumani Touré thông báo Thủ tướng Modibo Sidibé từ chức và giải tán nội các. Bà Sidibé được bổ nhiệm làm người kế nhiệm theo Nghị định số 2011-173/PRM, công bố trên truyền hình quốc gia ngày 3 tháng 4 năm 2011. Bà trở thành nữ Thủ tướng đầu tiên trong lịch sử Mali, và là Thủ tướng cuối cùng trong nhiệm kỳ của Tổng thống Touré.
Việc bổ nhiệm của bà được truyền thông chú ý đặc biệt, không chỉ vì ý nghĩa lịch sử mà còn bởi các yếu tố chính trị đằng sau quyết định này. Bà được cho là không có hoạt động chính trị đáng kể trong thập kỷ trước đó, và được đánh giá là người “không tai tiếng” – một lựa chọn an toàn để lãnh đạo chính phủ trong giai đoạn nhạy cảm trước thềm bầu cử tổng thống năm 2012.
Giới quan sát nhận định việc bổ nhiệm bà vừa mang tính biểu tượng nhằm tăng cường sự ủng hộ của cử tri nữ, vừa là động thái nhằm làm dịu các mâu thuẫn nội bộ trong liên minh cầm quyền. Bối cảnh này diễn ra sau khi các dự thảo cải cách Luật Gia đình năm 2009 – hướng tới nâng cao quyền phụ nữ – bị rút lại do vấp phải phản ứng mạnh mẽ từ các nhóm bảo thủ.

## Biến cố năm 2012
Ngày 22 tháng 3 năm 2012, một nhóm binh sĩ tiến hành cuộc đảo chính nhằm phản đối cách xử lý của chính quyền Touré đối với cuộc nổi dậy của phiến quân Tuareg. Theo Tổ chức Ân xá Quốc tế, bà Sidibé và một số thành viên nội các đã bị lực lượng đảo chính bắt giữ và giam tại doanh trại quân sự ở Kati.

## Hoạt động quốc tế và ngoại giao
Trong nhiệm kỳ Thủ tướng, bà Sidibé đại diện Mali tại nhiều sự kiện quốc tế. Ngày 26 tháng 5 năm 2011, bà là một trong những diễn giả chính tại lễ ra mắt "Đối tác Toàn cầu của UNESCO về Giáo dục Nữ sinh". Tháng 2 năm 2012, bà đón tiếp chuyến thăm cấp nhà nước của Thân vương Albert II của Monaco. Sau khi rời nhiệm sở, ngày 5 tháng 11 năm 2015, bà được bổ nhiệm làm Đại sứ của Cơ quan lưu vực sông Niger (NBA) tại Hội nghị COP21 diễn ra ở Paris.

## Đời tư
Cissé Mariam Kaïdama Sidibé đã lập gia đình và là mẹ của bốn người con. Bà qua đời vào ngày 6 tháng 11 năm 2021.

## Các chức vụ từng đảm nhiệm
- Bộ trưởng Bộ Kế hoạch và Hợp tác Quốc tế (8/1991 – 6/1992)
- Bộ trưởng Bộ Nông nghiệp và Môi trường (5/1992 – 6/1992)
- Bộ trưởng Bộ Phát triển Nông thôn (3/2002 – 6/2002)
- Thủ tướng Chính phủ Mali (4/2011 – 3/2012)[18]